# Нгуєн Дінь Бак
Нгуєн Дінь Бак (в'єт. Nguyễn Đình Bắc, нар. 19 серпня 2004) — в'єтнамський футболіст, який грає на позиції лівого вінгера або нападника за клуб В.Ліги 1 «Куангнам» і національну збірну В'єтнаму.

## Клубна кар'єра
Дінь Бак народився у провінції Нгеан і був членом молодіжної академії «Сонг Лам Нге Ан». Однак у 2018 році він був звільнений командою через незадовільний фізичний стан. У 2019 році він слідом за своїми батьками переїхав до провінції Куангнам. Тут він приєднався до молодіжної академії клубу «Куангнам».
У другій половині сезону 2022 року він був переведений до першої команди, але дебютував лише в сезоні 2023 року, коли команда грала у другому дивізіоні. Після 12 матчів Дінь Бак забив 8 голів і зробив 7 результативних передач, що зробило його другим за результативністю бомбардиром команди в сезоні, а команда стала першого дивізіону і вийшла до еліти. Дінь Бак також отримав нагороду «Гравець сезону», таким чином став наймолодшим гравцем, який її виграв.
2 грудня 2023 року він забив свій перший гол у вищому дивізіоні з пенальті в грі проти свого рідного клубу «Сонг Лам Нге Ан» (4:4).

## Виступи за збірну
У 2022 році Дінь Бак брав участь у юнацькому чемпіонаті Південно-Східної Азії разом із юнацькою збірною В'єтнаму до 19 років, посівши на турнірі третє місце.
У наступному році він був включений до складу збірної В'єтнаму до 20 років на юнацький чемпіонат Азії, де зіграв у двох матчах групового етапу, але В'єтнам не вийшов з групи.
У жовтні 2023 року Дінь Бак отримав свій перший виклик до національної збірної В'єтнаму і дебютував 10 жовтня під час гри проти Китаю (0:2), ставши першим гравцем 2004 року народження, який зіграв за збірну. 16 листопада 2023 року він забив свій перший гол за національну збірну в переможному матчі проти Філіппін (2:0) у рамках кваліфікації до чемпіонату світу 2026 року.
У січні 2024 року Дінь Бак був обраний тренером Філіпом Трусьє до складу збірної В'єтнаму з 26 гравців на Кубок Азії 2023 року, ставши наймолодшим гравцем команди. У першому ж матчи в'єтнамців на турнірі забив гол у грі проти Японії, вивівши свою команду вперед, втім у підсумку японці перемогли 4:2.